# Università Matej Bel
L'Università Matej Bel (comunemente nota come Matej Bel, o con l'acronimo UMB) è un'università pubblica slovacca, con sede nella città di Banská Bystrica, nel centro del Paese. L'università è stata fondata nel 1992 ed è intitolata a Matej Bel, uno studioso luterano ungaro-slovacco del XVIII secolo. L'ateneo comprende 7 facoltà che differiscono per carattere e storia, ciascuna delle quali con una sostanziale autonomia in materia finanziaria e istituzionale. L'università fornisce corsi di laurea e post-laurea in ambito umanistico, delle scienze sociali e delle scienze naturali.
Nel corso della sua esistenza, gli studenti, i docenti e il personale dell'UMB hanno incluso un Primo ministro della Slovacchia, 4 giudici della Corte costituzionale, e diversi funzionari della Slovacchia e dell'Unione europea. Inoltre gli studenti e gli ex studenti dell'ateneo hanno vinto 4 medaglie olimpiche, 2 delle quali d'oro.

## Storia
Banská Bystrica ha una lunga tradizione nel campo dell'istruzione e della cultura. Nel XIII secolo esistevano in città già una scuola parrocchiale, poi cittadina. Nel XVII secolo vennero fondate una scuola gesuita e dei licei evangelici. Matej Bel, al quale è intitolata l'università, studiò e diventò poi rettore presso uno di questi licei.
Negli anni '50 e '60 del XIX secolo il liceo cattolico con lo slovacco come lingua di insegnamento divenne un importante centro educativo del Regno d'Ungheria. Tra il 1856 e il 1857 fu fondato a Banská Bystrica il primo centro di preparazione per insegnanti, dove la lingua slovacca veniva insegnata insieme al tedesco e al latino, grazie al vescovo Štefan Moyses.
Tra il 1949 e il 1950 si insediò in città un distaccamento della facoltà di educazione dell'Università Comenio di Bratislava. La prima scuola superiore di Banská Bystrica nacque nel 1954 ed era la scuola superiore di pedagogia. Il 1º settembre 1964 nacque la facoltà di educazione; nel 1973 fu istituito un ramo della facoltà di commercio dell'Università di economia di Bratislava, diventata poi facoltà di economia dei servizi e del turismo. L'Università Matej Bel fu istituita il 1º luglio 1992, con la convergenza della facoltà di educazione e della facoltà di economia dei servizi e del turismo.

## Organizzazione

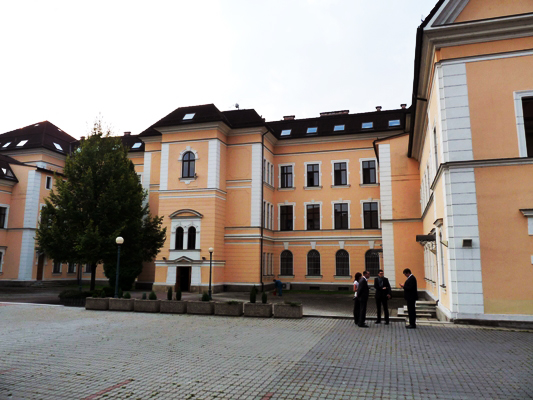
Cortile della facoltà di scienze politiche e relazioni internazionali

L'UMB è tradizionalmente un'istituzione decentralizzata, con un'autorità di governo condivisa tra le facoltà dell'ateneo. Il Consiglio direttivo è l'organo amministrativo principale, che sovrintende agli affari accademici, aziendali e istituzionali generali. Il rettore è nominato dal consiglio.
L'Università Matej Bel comprende attualmente 7 facoltà:
- economia;
- arti;
- scienze politiche e relazioni internazionali;
- scienze naturali;
- giurisprudenza;
- educazione;
- scienze dello sport e salute.

### Biblioteca
Il sistema bibliotecario dell'UMB è uno dei più grandi sistemi bibliotecari universitari e accademici della Slovacchia, in termini di numero di volumi posseduti. La fondazione della biblioteca universitaria è collegata alla fondazione della scuola superiore di educazione nel 1954. Nel 1964, dopo la fondazione della facoltà di educazione, divenne la biblioteca centrale della facoltà.
Dal 1º gennaio 1993 la biblioteca è divenuta biblioteca universitaria. Nello stesso anno la biblioteca della facoltà di economia dei servizi e del turismo venne integrata nella libreria della facoltà di educazione. Dal 1975 la biblioteca della facoltà di economia dei servizi e del turismo dipendeva dalla biblioteca dell'Università di economia di Bratislava. Nel 1996 il sistema bibliotecario unitario venne abolito e vennero istituite quattro nuove biblioteche, controllate direttamente dalle facoltà. La situazione è cambiata nuovamente il 1º gennaio 2000, quando le biblioteche delle facoltà vennero collegate all'interno del sistema bibliotecario universitario.